# تاکسی هوایی

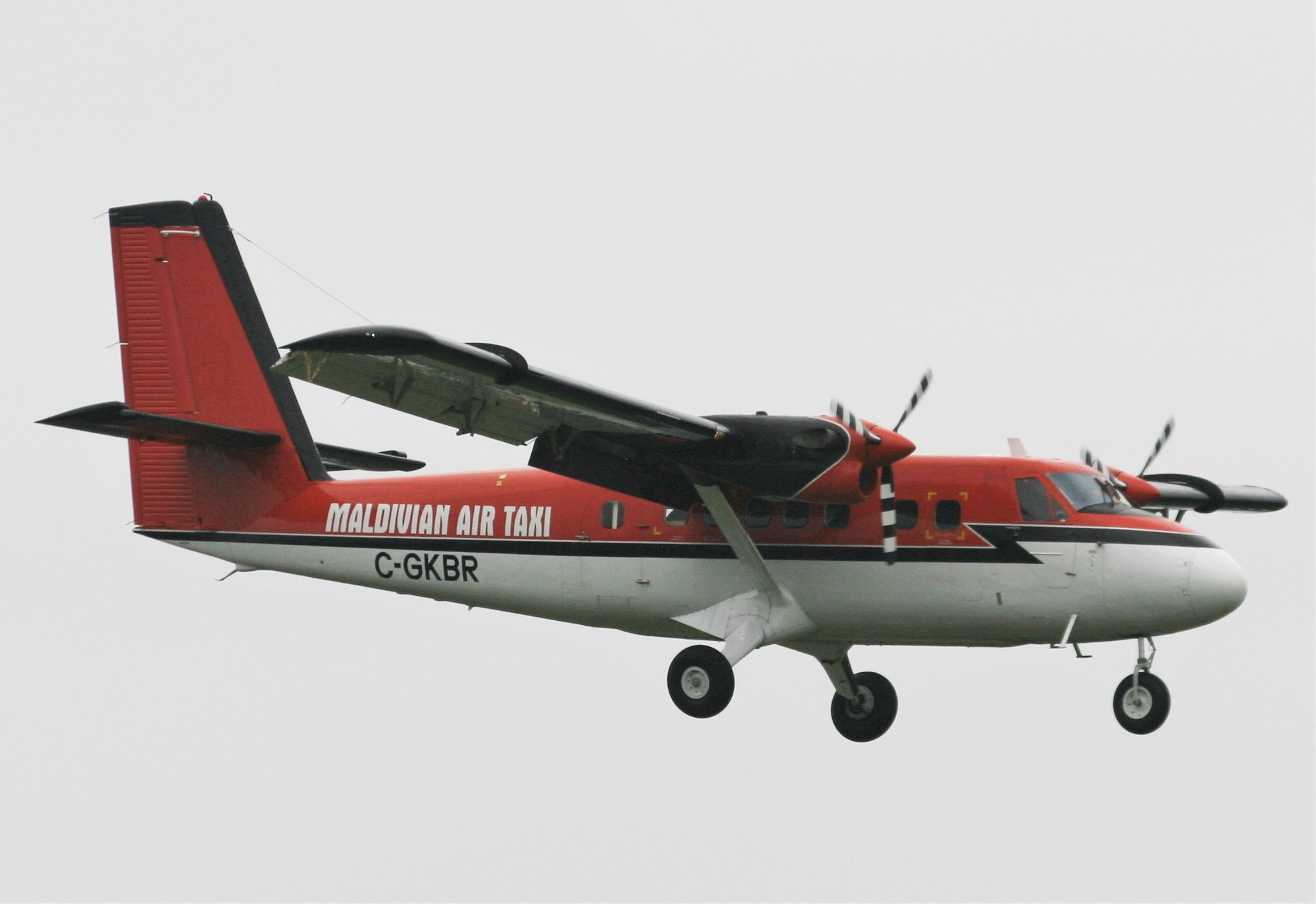
یک تاکسی هوایی متعلق به شرکت مالدیوین ایر تاکسی

تاکسی هوایی یک هواپیمای تجاری کوچک است که پروازهای کوتاه را در صورت تقاضا انجام می‌دهد.
استفاده از تاکسی هوایی در سال ۲۰۰۱ به دلیل پژوهش ناسا و صنعت هوافضای آمریکا در مورد پتانسیل سامانه ترابری با هواپیمای کوچک (SATS) و ظهور ساخت هواپیماهای سبک افزایش چشمگیری یافت. تاکسی‌های هوایی از سال ۲۰۱۶ دوباره به عنوان بخشی از زمینه هواروی شخصی همچون پهپاد مسافربری در حال رشد است.